# Pax Ottomana
Pax Ottomana («Пакс Оттома́на», лат. Османский (оттоманский) мир) — довольно длительный (конец XV — нач. XVIII вв.)  период относительной стабильности в пределах Османской империи эпохи её расцвета. Происхождение этого названия связано с тем, что впервые за долгие столетия турки-османы смогли объединить и «утихомирить» регионы Балкан и Ближнего Востока, которые с начала XIII века переживали беспрестанные вооружённые конфликты (постоянные стычки между болгарами, греками, сербами, албанцами, франками и латинянами), ставшие следствием усиления феодальной раздробленности и этно-религиозной вражды. В течение трёх столетий империя была сильнейшей в военном плане державой мира.

## Характеристика
Османская гегемония для многих стран означала период относительного затишья, во время которого не было серьёзных гражданских войн (как во времена поздней Византийской империи), а различные конфессии получили свободу вероисповедания в рамках своего миллета. Давление ислама, равно как и налоговое бремя, возлагаемое на немусульман, было на начальном этапе вполне терпимыми, особенно во внутренних районах империи. Путем ликвидации тысячелетних византийских институтов власти, требовавших высокого налогообложения, османы пытались завоевать доверие греческих крестьян, страдавших от высоких налогов, бюрократии и коррупции. В рассматриваемый период Османская империя подчинила себе огромные территории в Европе, Азии и Африке.
Однако из-за того, что после падения Константинополя в 1453 г. основные торговые пути постепенно переместились из Средиземноморья в Атлантический и Индийский океаны, началась экономическая и культурная стагнация Османской империи. В отличие от Российской империи, османы не смогли быстро перенять военные инновации западного мира. Даже благоприятные климатические условия Малой Азии остались без внимания: американские сельхозкультуры здесь так и не были интродуцированы. Всё это привело к тому, что во внутренние дела империи начали активно вмешиваться представители более передовых в военно-экономическом отношении государств (Британская империя, Российская империя и т. д.)